# Hohes Kreuz
Pour l’article homonyme, voir Hohes Kreuz (montagne).
Hohes Kreuz est une commune allemande située dans l'arrondissement d'Eichsfeld en Thuringe.

## Géographie

Situation de Hohes Kreuz dans l'arrondissement

Hohes Kreuz est située dans le nord de l'arrondissement, à la limite avec l'arrondissement de Göttingen en Basse-Saxe. La commune fait partie de la Communauté d'administration de la Leine et se trouve à 6 km au nord de Heilbad Heiligenstadt, le chef-lieu de l'arrondissement. Elle est constituée des quatre villages suivants (population actuelle) : Bischhagen (180), Siemerode (754), Streitholz (89) et Mengelrode (391).
Communes limitrophes (en commençant par le nord et dans le sens des aiguilles d'une montre) : Gleichen, Glasehausen, Heilbad Heiligenstadt, Burgwalde, Schachtebich et Freienhagen.

## Histoire
La première mention écrite du village de Siemerode date de 1055 sous le nom de Selmanroth. Streitholz apparaît en 286, Mengelrode en 1310 et Bischhagen en 1445.
Ces quatre villages ont appartenu à l'Électorat de Mayence jusqu'en 1802 et à leur incorporation à la province de Saxe dans le royaume de Prusse.
La commune fut incluse dans la zone d'occupation soviétique après la Seconde Guerre mondiale avant de rejoindre le district d'Erfurt en RDA jusqu'en 1990.
La commune de Hohes Kreuz est née en 1991 de l'union des quatre communes de Bischhagen, Mengelrode, Siemerode et Streitholz.

## Démographie
Commune de Hohes Kreuz dans ses limites actuelles :
| 1910  | 1933  | 1939  | 1997  | 2000  | 2004  | 2010  |
| ----- | ----- | ----- | ----- | ----- | ----- | ----- |
| 1 205 | 1 479 | 1 491 | 1 666 | 1 646 | 1 407 | 1 388 |

## Monuments
- église de Siemerode (1732) ;
- église de Mengelrode (1687) ;
- église de Bischhagen (1731).